# كيفن ويلزي
كيفن ويلزي (بالإنجليزية: Kevin Welsh)‏ (26 أكتوبر 1953 في الولايات المتحدة - ) هو لاعب كرة قدم أمريكي في مركز الهجوم. شارك مع منتخب الولايات المتحدة لكرة القدم. أما مع النوادي، فقد لعب مع بروكلين نتس ونيوإنغلند تي من ‏ وConnecticut Bicentennials ‏ وNew Jersey Americans (soccer) ‏ وPhiladelphia Fever (MISL) ‏ ونادي آير يونايتد.

## وصلات خارجية
- كيفن ويلزي على موقع قاعدة بيانات كرة القدم.إي يو (الإنجليزية)
- كيفن ويلزي على موقع ناشيونال فوتبول تيمز (الإنجليزية)